# Deformation (Mathematik)
In der algebraischen Geometrie ist eine Deformation eines mathematischen Objektes mit einer mathematischen Struktur eine Familie von Objekten, die durch das Deformieren der ursprünglichen Struktur mit einem Parameter erzeugt wurde. Konkret bedeutet dies für ein Objekt {\displaystyle X} mit einer Struktur, dass eine Deformation eine Familie {\displaystyle (X_{t})_{t\in T}} von Objekten mit einem Parameter {\displaystyle t} ist, welcher in infinitesimalen Schritten über einen passenden Parameterraum {\displaystyle T} variiert, so dass {\displaystyle X_{0}\cong X}. Die Struktur von {\displaystyle X} kann dabei von analytischer, topologischer, algebraischer oder sonstiger mathematischer Natur sein. Die algebraische Deformationstheorie begann in den 1960ern in einer Reihe von Publikationen von Murray Gerstenhaber zur Deformation von assoziativen Algebren.

## Algebraische Deformationstheorie

### Deformation einer assoziativen Algebra
Sei {\displaystyle K} ein kommutativer Ring und {\displaystyle A} eine assoziative {\displaystyle K}-Algebra, deren Multiplikation eine {\displaystyle K}-bilineare Abbildung
{\displaystyle f:A\times A\to A,\quad (a,b)\mapsto f(a,b)=ab}
ist. Weiter sei {\displaystyle A[[t]]} der Ring der formalen Potenzreihen in {\displaystyle t} mit Koeffizienten in {\displaystyle A}, es gilt {\displaystyle A[[t]=A\otimes _{K}K[[t]}.
Eine ein-parametrige formale Deformation ist eine {\displaystyle K[[t]]}-bilineare Abbildung
{\displaystyle F:A[[t]]\times A[[t]]\to A[[t]]}
gegeben durch
{\displaystyle F(a,b)=\sum \limits _{n=0}^{\infty }f_{n}(a,b)t^{n}=f_{0}(a,b)+f_{1}(a,b)t+f_{2}(a,b)t^{2}+\cdots }
für {\displaystyle a,b\in A} und {\displaystyle K}-bilineare Koeffizienten
{\displaystyle f_{n}\colon A\times A\to A,}
so dass {\displaystyle f_{0}(a,b)=f(a,b)=ab} die Multiplikation von {\displaystyle A} ist. Die letzte Bedingung lässt sich auch als {\displaystyle F(a,b)=ab\quad \operatorname {mod} t} notieren.
Mit {\displaystyle A_{t}} notieren wir nun die Algebra, dessen zugrunde liegender Vektorraum {\displaystyle A[[t]} ist und dessen Multiplikation die formale Deformation {\displaystyle F} ist und nennen {\displaystyle A_{t}} eine Deformation von {\displaystyle A}. Für eine Parametermenge {\displaystyle T} nennen wir {\displaystyle (A_{t})_{t\in T}} eine Familie von Deformationen von {\displaystyle A}.
Eine Deformation {\displaystyle F} ist assoziativ, wenn
{\displaystyle F(F(a,b),c)=F(a,F(b,c))}
für alle  {\displaystyle a,b,c\in A} gilt.

#### Erläuterungen
Die Multiplikation von {\displaystyle A} ist eine bilineare Abbildung
{\displaystyle f\colon A\times A\to A,}
die formale Deformation ist nun die Erweiterung der Abbildung auf {\displaystyle A[[t]=A\otimes _{K}K[[t]}
{\displaystyle F\colon A[[t]\times A[[t]\to A[[t].}

#### Beispiel
Als Beispiel für eine algebraische Deformation betrachte die Faktorringe
{\displaystyle A=K[x,y]/(y^{2}-x^{3}),\quad A_{t}=K[x,y,t]/(y^{2}-x^{3}-x^{2}t),\quad t\in T.}
Die {\displaystyle (A_{t})_{t\in T}} beschreiben eine Deformation der algebraischen Struktur, während in {\displaystyle A} die Beziehung {\displaystyle y\cdot y=x^{3}} gilt, gilt in {\displaystyle A_{t}} die Beziehung {\displaystyle y\cdot y=x^{3}+x^{2}t}, die Multiplikation {\displaystyle y\cdot y} variiert mit {\displaystyle t}.
Wir können {\displaystyle A[t]} über {\displaystyle K[t]} betrachten und definieren die Multiplikation
{\displaystyle F(x^{n},x^{m})=x^{n+m},\quad F(x^{n},y)=F(y,x^{n})=yx^{n}}
und aus {\displaystyle y^{2}=x^{3}+x^{2}t} folgt
{\displaystyle F(y,y)=x^{3}+x^{2}t,\quad F(yx^{n},yx^{m})=x^{n+m+3}+x^{n+m+2}t.}
Aus der letzten Gleichung folgt
{\displaystyle f_{1}(yx^{n},yx^{m})=x^{n+m+2}.}
Es gilt {\displaystyle A[t]\cong A_{t}}.